# Vaghe stelle dell'orsa
Vaghe stelle dell'orsa is een Italiaanse dramafilm uit 1965 onder regie van Luchino Visconti.

## Verhaal
Samen met haar Amerikaanse echtgenoot Andrew Dawson keert Sandra Luzatti uit Genève terug naar haar geboortestad Volterra. Haar vader, die in de concentratiekampen is omgekomen, wordt er geëerd met een borstbeeld. Het weerzien met haar moeder verloopt zeer gespannen. Sandra verdenkt haar moeder ervan haar vader aan de nazi's te hebben verraden. Ze wil haar broer Gianni, een wilszwakke auteur die zielsveel van Sandra houdt, aanzetten tot wraak op hun moeder. Na beschuldigingen van incestueuze verlangens voor zijn zus pleegt hij zelfmoord.

## Rolverdeling
| Acteur            | Personage           |
| ----------------- | ------------------- |
| Claudia Cardinale | Sandra Dawdson      |
| Jean Sorel        | Gianni Wald-Luzzati |
| Michael Craig     | Andrew Dawdson      |
| Renzo Ricci       | Antonio Gilardini   |
| Fred Williams     | Pietro Formari      |
| Amalia Troiani    | Fosca               |
| Marie Bell        | Corinna Gilardini   |
| Vittorio Manfrino |                     |
| Giovanni Rovini   |                     |
| Renato Moretti    |                     |
| Paola Piscini     |                     |
| Isacco Politi     |                     |

## Prijzen en nominaties
| Jaar | Prijs                    | Categorie    | Genomineerde(n)  | Uitslag  |
| ---- | ------------------------ | ------------ | ---------------- | -------- |
| 1965 | Filmfestival van Venetië | Gouden Leeuw | Luchino Visconti | Gewonnen |